# Tapuiasaurus

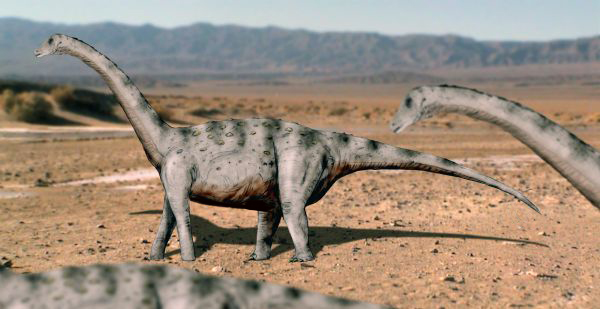
Tapuiasaurus macedoi

Tapuiasaurus macedoi is een sauropode dinosauriër, behorend tot de groep van de Titanosauria, die tijdens het vroege Krijt leefde in het gebied van het huidige Brazilië.

## Naamgeving en vondst
De soort werd in 2011 benoemd en beschreven door Hussam Zaher, Diego Pol, Alberto Carvalho, Paulo M. Nascimento, Claudio Riccomini, Peter Larson, Rubén Juarez-Valieri, Ricardo Pires-Domingues, Nelson Jorge da Silva Jr. en Diógenes de Almeida Campos. De geslachtsnaam is afgeleid van Tapuia, een algemene naam in de Jê-talen voor stammen die in het binnenland van Brazilië wonen. De soortaanduiding eert de ontdekker van de vindplaats, Ubirajara Alves Macedo.

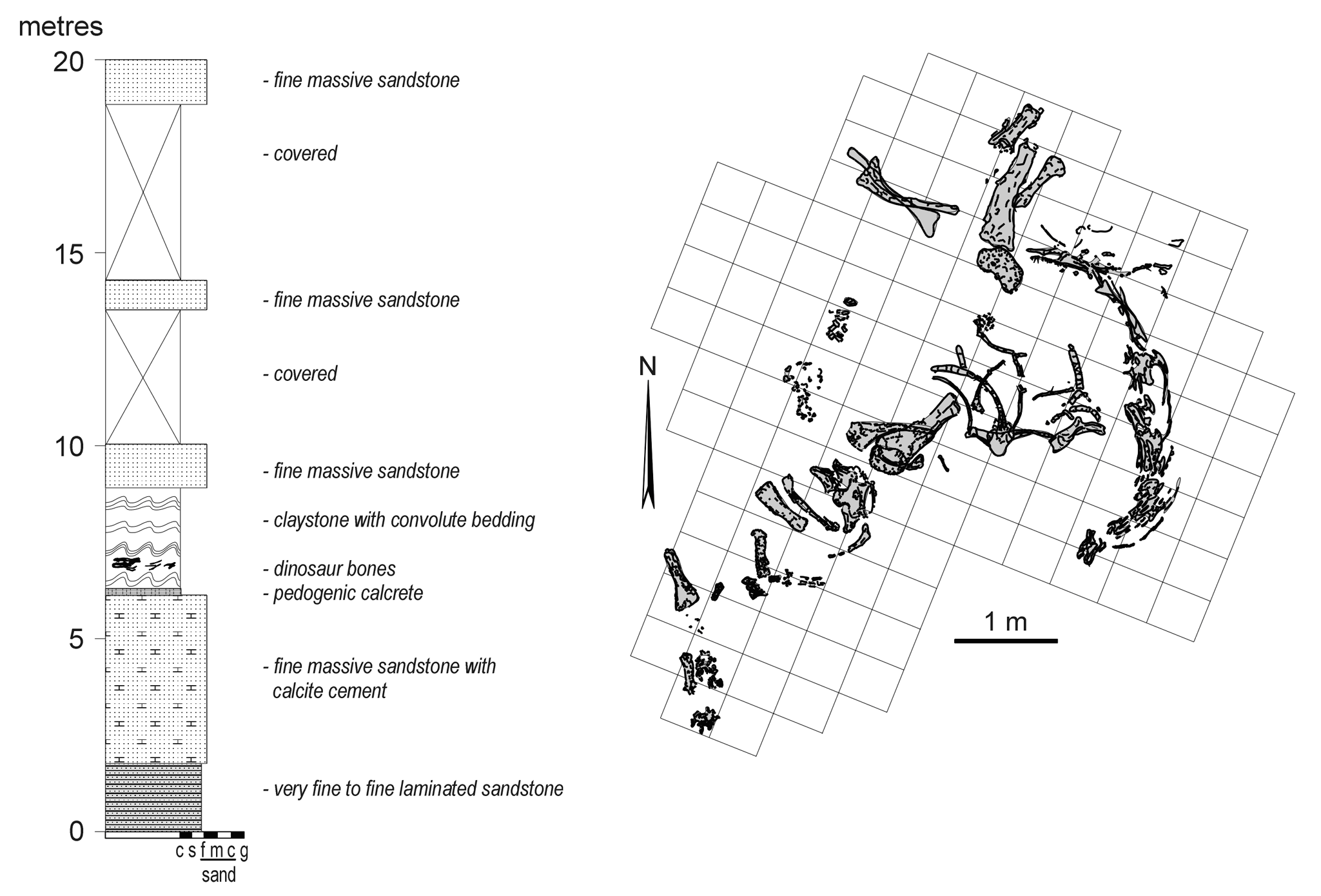
De vindplaats

Het holotype, MZSP-PV 807, is op 14 augustus 2008 bij Coração de Jesus in het noorden van de deelstaat Minas Gerais gevonden in de Embira-Branca-heuvels in lagen van de Quiricóformatie die dateren uit het Aptien. Het maakt deel uit van de collectie van het Museu de Zoologia da Universidade de São Paulo en bestaat uit een gedeeltelijk skelet met schedel en onderkaken, tongbeenderen, atlas, draaier, vijf halswervels, vijf ruggenwervels, ribben, het linkerborstbeen, het rechterravensbeksbeen, het rechteropperarmbeen, van de linkervoorpoot het spaakbeen, de ellepijp en middenhandsbeenderen, de beide dijbeenderen, het linkerkuitbeen en een vrijwel complete linkervoet. De staart ontbreekt. De schedel is de meest complete die ooit van een titanosauriër is opgegraven maar wel zijdelings erg platgedrukt.

## Beschrijving

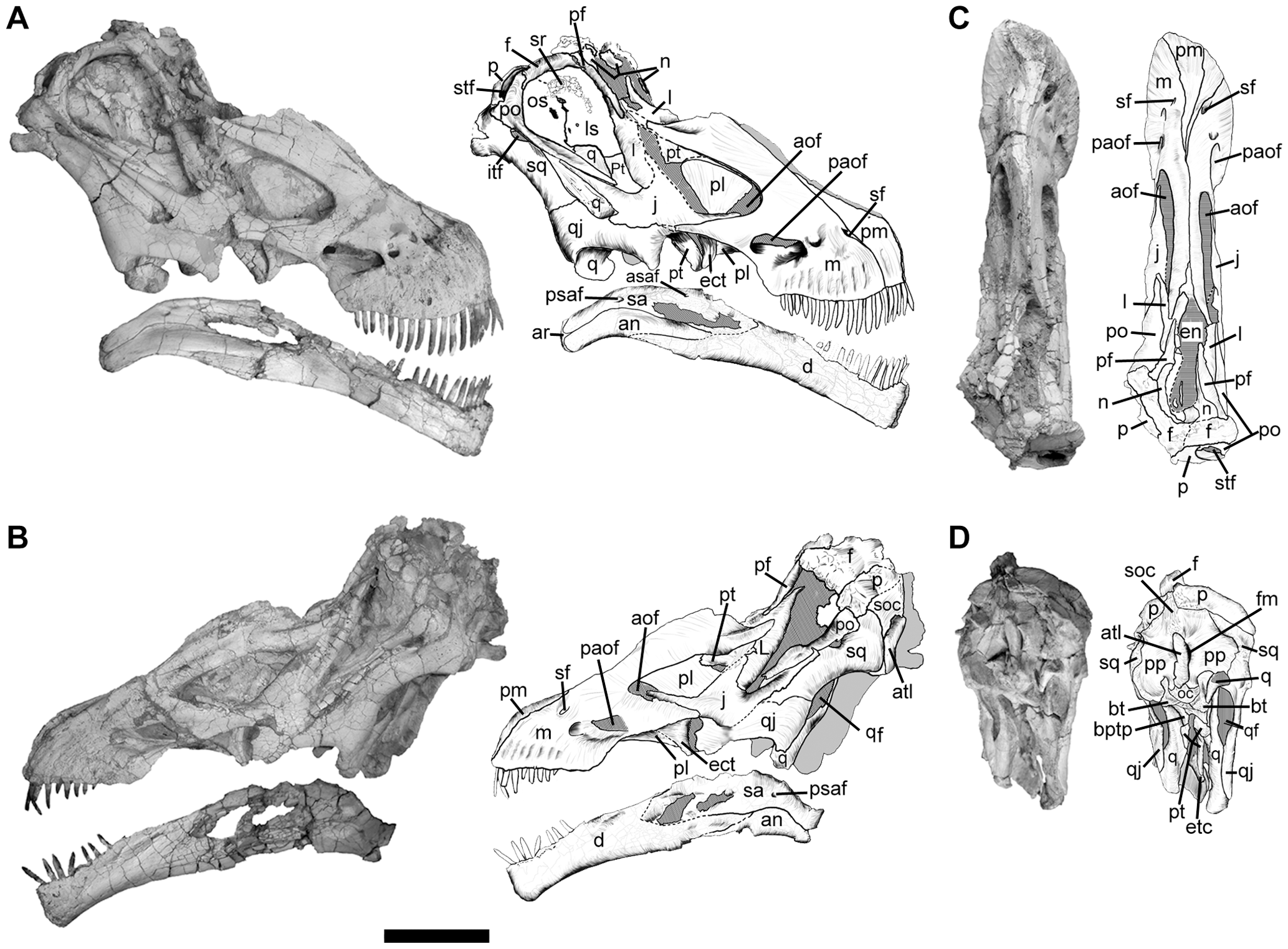
De schedel

Tapuiasaurus is een middelgrote sauropode met een geschatte lengte van ongeveer zeventien meter en een heuphoogte van vier meter.
De beschrijvers wisten enkele unieke afgeleide kenmerken, autapomorfieën, vast te stellen. Een been achter in de schedel, het quadratojugale, heeft onderaan een schuin naar achteren lopend uitsteeksel. De voorste tak van het jukbeen loopt taps toe en vormt het grootste deel van de onderrand van de fenestra antorbitalis. De voorste punt van het pterygoïde raakt met zijn zijkant het binnenvlak van het ectopterygoïde. Verder toont Tapuiasaurus een unieke combinatie van de volgende op zich niet unieke kenmerken. Op de zijkant van de maxilla ligt een diepe groeve tussen de fenestra antorbitalis en een gat onder het neusgat. De middelste halswervels zijn langgerekt. De achterste ruggenwervels hebben een welgevormde richel vóór het doornuitsteeksel maar worden onderaan niet onderling verbonden door in elkaar vattende werveluitsteeksels. Onder de richel tussen de voorste werveluitsteeksels bevindt zich een diepe groeve. Het borstbeen is halvemaanvormig. Het ravenbeksbeen is relatief lang. De ellepijp is langgerekt. Het spaakbeen is onderaan verbreed.

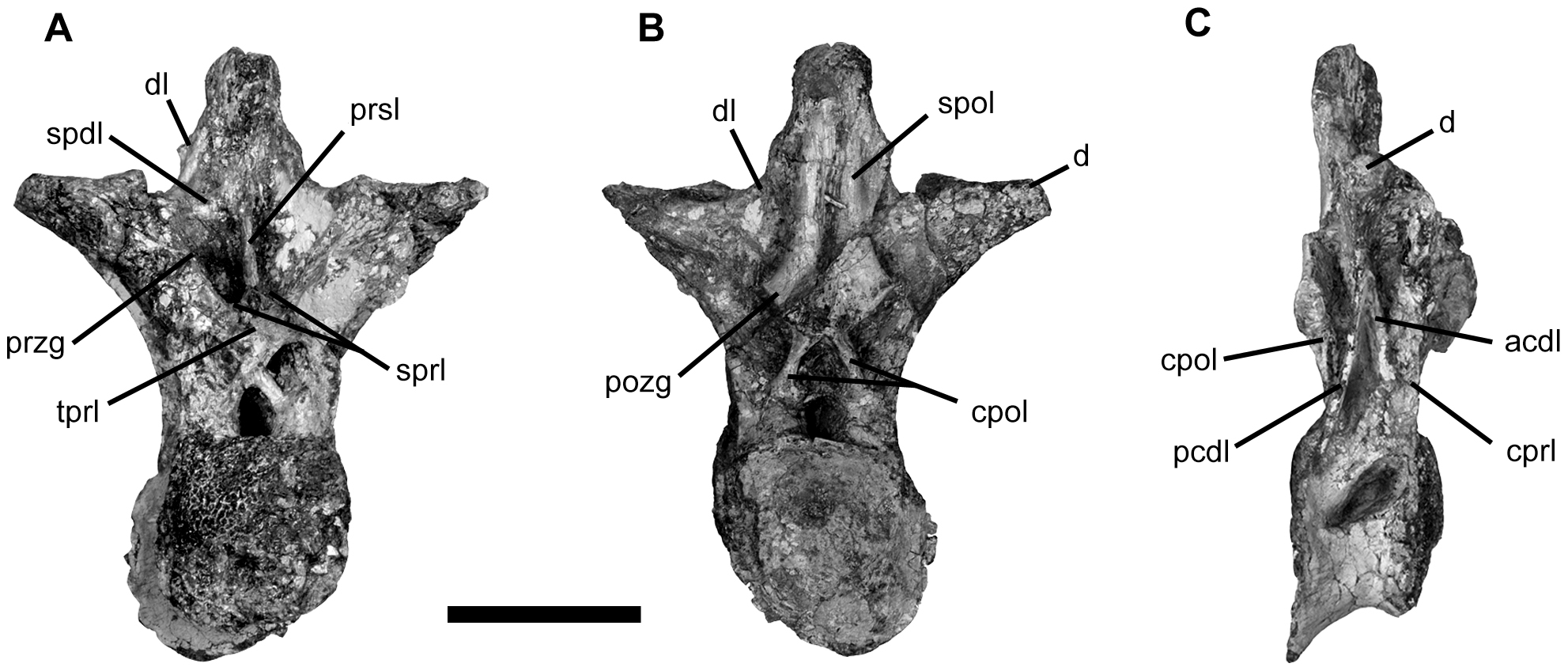
Een ruggenwervel in drie aanzichten

Tapuiasaurus heeft een langgerekte en afgeplatte kop met en lengte van zo'n halve meter. De snuit is langwerpig met vooraan nauwe en platte premaxillae. De neusgaten liggen in een achterwaartse positie, ter hoogte van de oogkassen. Ook het achterhoofd is hellend met, vanuit het kaakgewricht bekeken, sterk naar achteren geroteerde quadrata. De onderkaken zijn vooraan vergroeid in een smalle symfyse die een sterke hoek maakt met de achterste tak van de onderkaak. De tanden zijn dun en cilindervormig met lage snijranden. De tanden in de bovenkaak reiken tot aan de fenestra antorbitalis en zijn boller dan die in de onderkaak.

## Fylogenie
Volgens een exacte kladistische analyse die de beschrijvers uitvoerden was Tapuiasaurus binnen de Titanosauria in de klade Lithostrotia geplaatst als de zustersoort van Rapetosaurus in de Nemegtosauridae. Dit zou betekenen dat zulke afgeleide titanosauriërs veel eerder ontstaan zijn, zo'n dertig miljoen jaar, dan voorheen werd aangenomen. Dat laatste past goed bij de hypothese van Paul Upchurch die de Nemegtosauridae een alternatieve plaats toekent, in de Diplodocoidea.

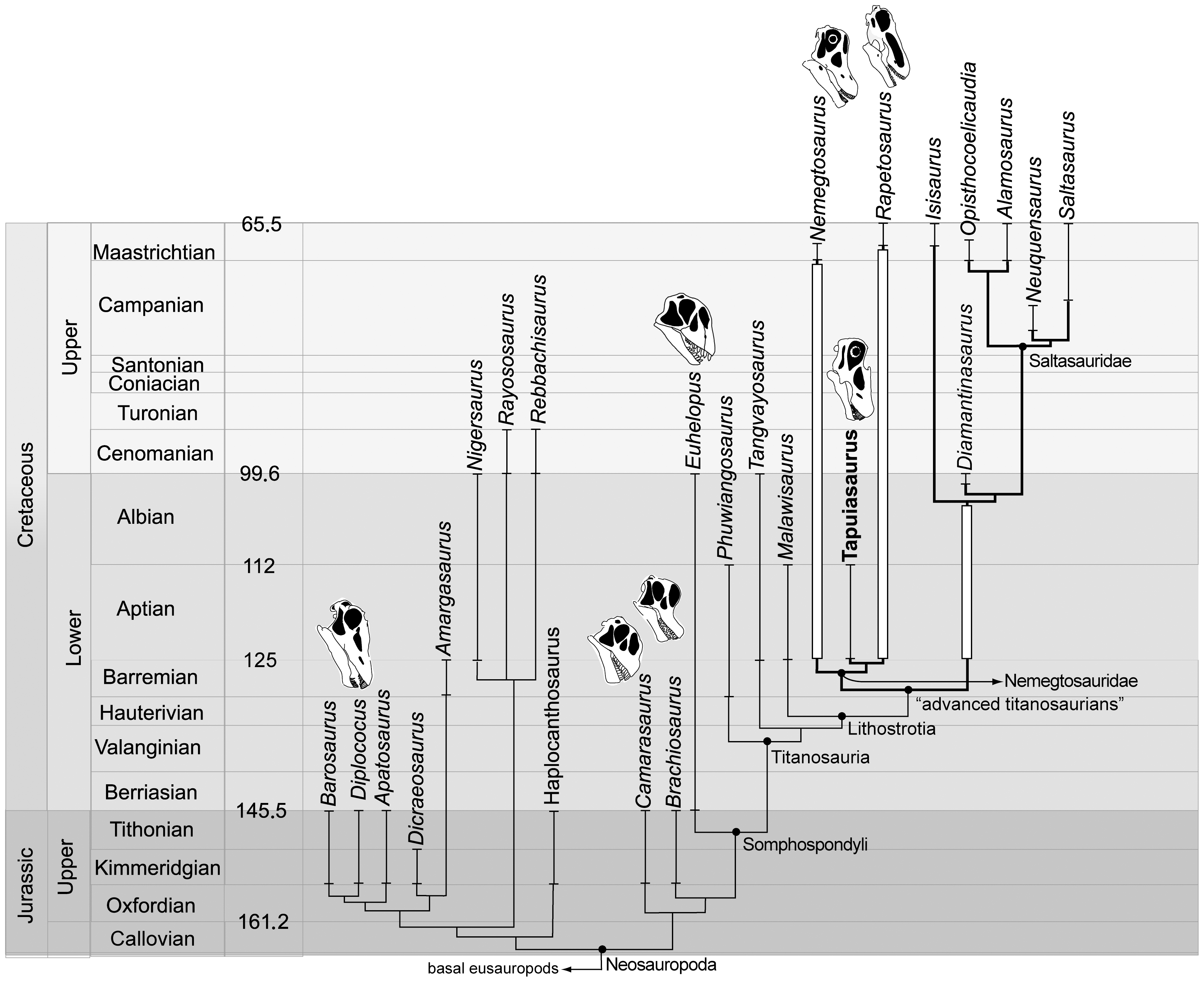
Een kladogram dat de plaats van Tapuiasaurus in de stamboom laat zien. Volgens Upchurch daarentegen bevinden de Nemegtosauridae zich linksonder bij de eveneens langschedelige Diplodocoidea

In 2016 echter, had een analyse tot uitkomst dat Tapuiasaurus zich meer afgeleid in de Titanosauria zou bevinden en dat de eerder gevonden nauwe verwantschap met Rapetosaurus een artefact zou zijn van het feit dat van beide vormen, zeldzaam bij Sauropoda, de schedel bekend is.